# Ester Boman
Ester Katarina Boman, född 26 april 1879 i Hovmantorps församling, död 29 september 1947 i Högalids församling i Stockholm, var en svensk reformpedagog.
Boman arbetade först som småskollärare men utbildade sig 1904–1907 till ämneslärare på Högre lärarinneseminariet i Stockholm. År 1909 grundade hon Tyringe helpension för flickor i Hindås och var dess rektor tills skolan lades ned 1936. Hon var särskilt tillkallad som sakkunnig i 1918 års skolkommission och 1927 års skolsakkunniga. 1939-1943 var Boman pedagogisk konsult vid Stockholms barnavårdsnämnd och undervisade i barnpsykologi vid skolor och skyddshem för unga flickor. 
Boman verkade framgångsrikt för omläggning av skolans inre arbete efter moderna metoder. I sin skola genomförde hon koncentrationsläsning och sovring i lärostoffet till förmån för kunskaper om samtida förhållanden och främjande av eget arbete hos eleverna, bland annat genom individualisering av undervisningen, grupparbete och självbestämmande. Praktiskt arbete fick stort utrymme och vid ett särskilt småbarnshem fick de äldre eleverna hjälpa till i verksamheten, för att väcka elevernas intresse för pedagogiska frågor rörande småbarns fostran. 
I det internationella arbetet inom New Education Fellowship tog Boman livligt del genom föredrag, utställningar och film. I Uppfostran genom undervisning (1932) beskrev hon sina erfarenheter av det nya undervisningssystemet.
Boman var dotter till bergsingenjören Lars Erik Boman samt syster till arkeologen Eric Boman och glasgravören Axel Enoch Boman.